# العلاقات الإسرائيلية الناميبية
العلاقات الإسرائيلية الناميبية هي العلاقات الثنائية التي تجمع بين إسرائيل وناميبيا.

## مقارنة بين البلدين
هذه مقارنة عامة ومرجعية للدولتين:
| وجه المقارنة                                              | إسرائيل                                                             | ناميبيا      |
| --------------------------------------------------------- | ------------------------------------------------------------------- | ------------ |
| المساحة (كم2)                                             | 20.77 ألف                                                           | 825.62 ألف   |
| عدد السكان (نسمة)                                         | 8.89 مليون                                                          | 2.53 مليون   |
| الكثافة السكانية (ن./كم²)                                 | 428.02                                                              | 3.06         |
| العاصمة                                                   | القدس                                                               | ويندهوك      |
| اللغة الرسمية                                             | اللغة العبرية، اللغة العربية                                        | لغة إنجليزية |
| العملة                                                    | شيكل إسرائيلي جديد، شيكل إسرائيلي قديم، جنيه فلسطيني، جنيه إسرائيلي | دولار ناميبي |
| الناتج المحلي الإجمالي (بليون دولار)                      | 350.85 مليار                                                        | 13.24 مليار  |
| الناتج المحلي الإجمالي (تعادل القوة الشرائية) بليون دولار | 306.51 مليار                                                        | 25.60 مليار  |
| الناتج المحلي الإجمالي الاسمي للفرد دولار أمريكي          | 35.73 ألف                                                           | 4.67 ألف     |
| الناتج المحلي الإجمالي للفرد دولار أمريكي                 | 36.58 ألف                                                           | 9.96 ألف     |
| مؤشر التنمية البشرية                                      | 0.899                                                               | 0.628        |
| رمز المكالمات الدولي                                      | +972                                                                | +264         |
| رمز الإنترنت                                              | .il                                                                 | .na          |
| المنطقة الزمنية                                           | توقيت إسرائيل، Israel Summer Time ‏                                  | ت ع م+02:00  |

## منظمات دولية مشتركة
يشترك البلدان في عضوية مجموعة من المنظمات الدولية، منها:
| علم المنظمة | اسم المنظمة                        | تاريخ انضمام إسرائيل | تاريخ انضمام ناميبيا |
| ----------- | ---------------------------------- | -------------------- | -------------------- |
|             | الأمم المتحدة                      | 11 مايو 1949         | 23 أبريل 1990        |
|             | منظمة التجارة العالمية             | 21 أبريل 1995        | ?                    |
|             | منظمة الشرطة الجنائية الدولية      | ?                    | ?                    |
|             | الاتحاد الدولي للاتصالات           | 24 يونيو 1948        | 25 يناير 1984        |
|             | البنك الدولي للإنشاء والتعمير      | 12 يوليو 1954        | 25 سبتمبر 1990       |
|             | الاتحاد البريدي العالمي            | ?                    | ?                    |
|             | مؤسسة التمويل الدولية              | 26 سبتمبر 1956       | 25 سبتمبر 1990       |
|             | وكالة ضمان الاستثمار متعدد الأطراف | 21 مايو 1992         | 25 سبتمبر 1990       |
|             | يونسكو                             | 16 سبتمبر 1949       | 2 نوفمبر 1978        |

## وصلات خارجية
- موقع وزارة الخارجية الإسرائيلية